# Werner Vogel (Archivar)

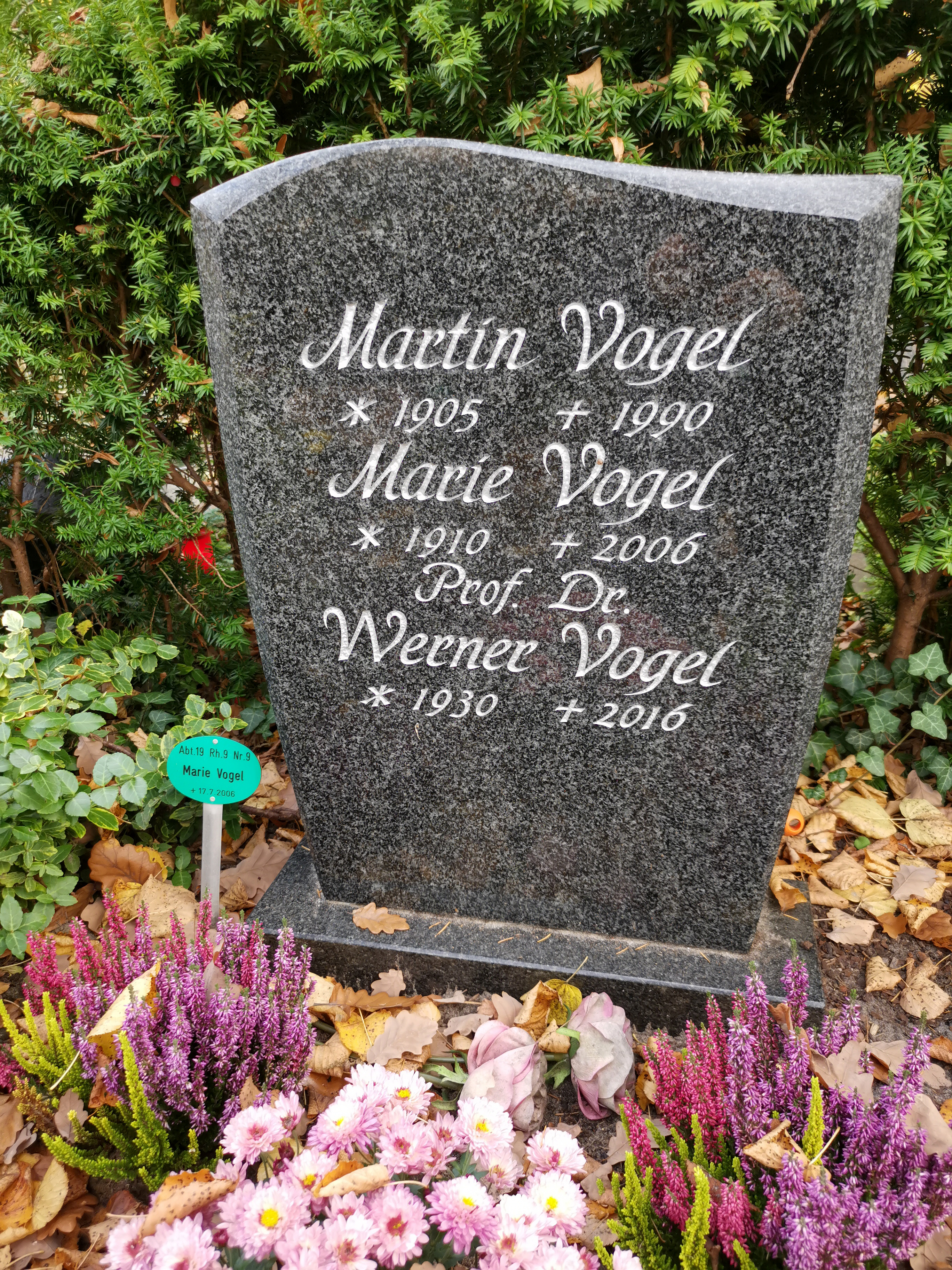
Grab auf dem Friedhof Berlin-Wittenau, Thiloweg (Abt. 19)

Werner Vogel (* 28. November 1930 in Berlin; † 14. November 2016) war ein deutscher Archivar und Historiker, zuletzt Direktor des Geheimen Staatsarchivs Preußischer Kulturbesitz in Berlin-Dahlem.

## Leben
Mit kurzer Unterbrechung nach seinem Abitur (1950) studierte Werner Vogel ab 1951 Geschichte, Philosophie, Germanistik und Lateinische Philologie an der  Freien Universität Berlin. 1957  promovierte er bei Wilhelm Berges und Johannes Schultze zur Brandenburgischen Landesgeschichte. Daran schloss sich eine Tätigkeit beim Berliner Verlag Duncker & Humblot an. Ab 1959 war Vogel beim Landesarchiv Berlin beschäftigt, zunächst als überplanmäßiger Wissenschaftlicher Volontär, dann als Archivreferendar. Nach dem Vorbereitungsdienst, der an der Archivschule Marburg endete, durchlief er die Stationen bis zum Oberrat am Landesarchiv. 1966 wechselte Vogel an das Geheime Staatsarchivs Preußischer Kulturbesitz, dessen Direktor er von 1989 bis zum Ruhestand 1995 war. Unter Botho Brachmann erhielt Vogel 1991 einen Lehrauftrag für Archivwissenschaft an der Humboldt-Universität zu Berlin und wurde 1996 zum Honorarprofessor für Historische Hilfswissenschaft und Landesgeschichte an der FU ernannt.

## Ehrungen und Mitgliedschaften (Auswahl)
- Preußische Historische Kommission
- Brandenburgische Historische Kommission
- Historische Kommission zu Berlin
- Verein für die Geschichte der Mark Brandenburg
- Landesgeschichtliche Vereinigung für die Mark Brandenburg (Ehrenvorsitzender)
- Bundesverdienstkreuz am Bande[2]

## Schriften (Auswahl)
- Die „Blutbibel“ des Friedrich Freiherr von der Trenck (1727–1794) (= Veröffentlichungen aus den Archiven Preußischer Kulturbesitz. Bd. 69), Köln/Weimar/Wien: Böhlau 2014.
- Das Wittstocker Häuserbuch. Aus dem Nachlaß von Wilhelm Polthier (= Veröffentlichungen aus den Archiven Preußischer Kulturbesitz. Bd. 46), Köln/Weimar/Wien: Böhlau 1998.
- Führer durch die Geschichte Berlins, Rembrandt Verlag, Berlin 1966, 4., überarb. und erg. Aufl. 1993.
- Berlin und seine Wappen, Ullstein, Berlin/Frankfurt a. M. 1987.
- Prignitz-Kataster. 1686–1687 (= Mitteldeutsche Forschungen. Bd. 92), Böhlau, Köln/Wien 1985.
- Hrsg. mit Lothar Zögner: Preußen im Kartenbild. Ausstellung des Geheimen Staatsarchivs und der Staatsbibliothek Preußischer Kulturbesitz im Geheimen Staatsarchiv, Berlin-Dahlem, vom 17. September bis 31. Oktober 1979, Geheimes Staatsarchiv, Berlin 1979.
- Grundriß zur deutschen Verwaltungsgeschichte. Reihe A. Bd. 5: Preußen, Brandenburg. Johann-Gottfried-Herder-Institut, Marburg/Lahn 1975.
- Der Verbleib der wendischen Bevölkerung in der Mark Brandenburg, Duncker & Humblot, Berlin 1960 (zugleich: Diss. phil. FU Berlin, 5. November 1957).